# Когам (Туркестанская область)
Когам (каз. Қоғам) — село в Отырарском районе Туркестанской области Казахстана. Административный центр Когамского сельского округа. Находится примерно в 9 км к северо-западу от районного центра, села Шаульдер. Код КАТО — 514841100.

## Население
В 1999 году население села составляло 1647 человек (856 мужчин и 791 женщина). По данным переписи 2009 года, в селе проживало 1258 человек (653 мужчины и 605 женщин).

## Достопримечательности
В 3,5 км на север от села находится поселение I—VI веков Каламтобе, а 6 км к северо-западу расположено средневековое городище Алтынтобе, в 3 км к северо-западу Куйрыктобе. 1 км севернее находится Мавзолей Арыстанбаба.